# Final Fantasy (joc video)
Final Fantasy (ファイナルファンタジー Fainaru Fantajī?) este un joc video de rol creat în genul fantastic de Hironobu Sakaguchi, dezvoltat și publicat inițial în Japonia de Square (acum Square Enix) în 1987. Este primul joc din seria Final Fantasy. Original lansat pentru Nintendo Entertainment System, Final Fantasy a fost refăcut pentru câteva platforme diferite de jocuri și este frecvent vândut împreună cu  Final Fantasy II.
Povestea jocului este despre patru tineri numiți Războinicii Luminii, care poartă fiecare câte o sferă cu cele patru elemente clasice, sfere care au fost întunecate de către cei patru Prieteni ai Elementelor. Împreună, ei luptă să învingă toate forțele răului, să refacă lumina sferelor pe care le poartă și, astfel, de a-și salva lumea.
Jocul a primit în general recenzii pozitive și este considerat ca fiind unul dintre jocurile de rol cele mai influente și mai de succes de pe Nintendo Entertainment System, jucând un rol important în popularizarea genului. Laudele sunt axate în principal pe grafica jocului, în timp ce critici jocului vizau timpul mare de căutare a unor conflicte aleatoare care au ca efect creșterea experienței jucătorului. Până în martie 2003, toate versiunile de Final Fantasy au avut un total de două milioane de vânzări în întreaga lume.